# Đại dịch COVID-19 tại Liên bang Micronesia
Đại dịch COVID-19 tại Liên bang Micronesia là một phần của đại dịch toàn cầu đang diễn ra do virus corona 2019 (COVID-19) gây ra bởi virus corona gây hội chứng hô hấp cấp tính nặng 2 (SARS-CoV-2). Ngay cả khi vi rút được nghi ngờ là đã xâm nhập vào Liên bang Micronesia vào ngày 8 tháng 1 năm 2021, quốc gia này không có COVID-19 lây lan ngoài cộng đồng kể từ tháng 2 năm 2021.

## Bối cảnh
Vào ngày 12 tháng 1 năm 2020, Tổ chức Y tế Thế giới (WHO) xác nhận rằng coronavirus mới là nguyên nhân gây ra bệnh đường hô hấp ở một nhóm người ở thành phố Vũ Hán, tỉnh Hồ Bắc, Trung Quốc và đã được báo cáo cho WHO vào ngày 31 tháng 12 năm 2019.
Tỷ lệ ca tử vong đối với COVID-19 thấp hơn nhiều so với đại dịch SARS năm 2003, nhưng tốc độ truyền bệnh cao hơn đáng kể cùng với tổng số người chết cũng đáng kể.

## Dòng thời gian

### Tháng 2 năm 2020
Đến ngày 3 tháng 2 năm 2020, David W. Panuelo, Chủ tịch Liên bang Micronesia, đã ký một tuyên bố cấm công dân Micronesia đến Trung Quốc và các quốc gia bị ảnh hưởng khác.

### Tháng 3 năm 2020
Đến ngày 5 tháng 3 năm 2020, Micronesia đã ban hành lệnh cấm du lịch nghiêm ngặt, cấm bất kỳ ai đã đến Trung Quốc kể từ tháng 1 năm 2020 hoặc đã ở bất kỳ quốc gia bị ảnh hưởng nào khác trong 14 ngày qua vào Micronesia. As of 18 March, all schools in the country have also been closed.

### Tháng 1 năm 2021
Vào ngày 8 tháng 1 năm 2021, Micronesia báo cáo trường hợp đầu tiên của mình, đó là một thành viên phi hành đoàn trên tàu MV Chief Mailo gần Pohnpei, trong tình trạng bị cô lập.
Đến cuối tháng, trường hợp này âm tính sau các xét nghiệm kháng thể và kháng nguyên nhiều lần. Cá nhân người bệnh cũng lo ngại đã mắc COVID-19 trong quá khứ, có thể trước tháng 10 năm 2020 và không có triệu chứng tại thời điểm xét nghiệm.
Tính đến ngày 31 tháng 10 năm 2023, Liên bang Micronesia ghi nhận 26,547 trường hợp mắc COVID-19 và 65 trường hợp tử vong.